# Ибрахим аль-Язиджи
Ибрахи́м аль-Язиджи (араб. ابراهيم اليازجي‎; 1847 - 1906) — видный ливанский деятель арабского национального возрождения (нахда) на территории Османской империи, греко-католик, филолог, каллиграф и поэт, сын Насифа аль-Язиджи.
Будучи преподавателем арабского языка, боролся с неграмотностью и сотрудничал с американскими и британскими протестантскими миссионерами из Американского университета Бейрута. Участвовал в переводе Библии на арабский язык и, создав упрощённый арабский шрифт, способствовал созданию арабской печатной машинки.
Скончался в изгнании.